# Scream Bloody Gore
Albums de Death
Leprosy
(1988)
Scream Bloody Gore est le premier album studio du groupe de death metal américain Death, sorti le 25 mai 1987, à travers Combat Records. Il est considéré par certains comme "le premier vrai disque de death metal". Chuck Schuldiner a joué de la basse et de la guitare, a écrit toutes les chansons de l'album et a fourni toutes les voix.

## Liste des pistes
Toutes les chansons sont écrites par Chuck Schuldiner.
| 1.    | Infernal Death     | 2:54 |
| 2.    | Zombie Ritual      | 4:35 |
| 3.    | Denial of Life     | 3:37 |
| 4.    | Sacrificial        | 3:43 |
| 5.    | Mutilation         | 3:30 |
| 6.    | Regurgitated Guts  | 3:47 |
| 7.    | Baptized in Blood  | 4:31 |
| 8.    | Torn to Pieces     | 3:38 |
| 9.    | Evil Dead          | 3:01 |
| 10.   | Scream Bloody Gore | 4:35 |
| 37:51 |                    |      |

## Personnel
- Chuck Schuldiner – guitares, chant, basse
- Chris Reifert – batterie
- Edward Repka – conception, illustrations
- Randy Burns – percussions, producteur